# Mozac
Mozac é uma comuna francesa na região administrativa de Auvérnia-Ródano-Alpes, no departamento Puy-de-Dôme. Estende-se por uma área de 4,05 km². Em 2010 a comuna tinha 3 943 habitantes (densidade: 973,6 hab./km²).